# 1962年逝世人物列表
1962年逝世人物列表：1月 - 2月 - 3月 - 4月 - 5月 - 6月 - 7月 - 8月 - 9月 - 10月 - 11月 - 12月
下面是1962年逝世的知名人士列表。

## 1月

### 1日
- 迭戈·馬丁內斯·巴里奧，西班牙政治家，兩屆西班牙首相

### 4日
- 漢斯·拉默斯，德國納粹部長

### 6日
- 馬齊亞·達武多娃，蘇聯女演員

### 13日
- 厄尼·科瓦奇，美國電視喜劇演員[1]

### 16日
- 伊萬·梅斯特羅維奇，克羅埃西亞出生的美國雕塑家和建築師[2]
- 理查德·亨利·陶尼，英國歷史學家和社會評論家

### 17日
- 格裡特·阿赫特伯格，荷蘭詩人[3]

### 19日
- 斯努布·波拉德，美國演員

### 20日
- 罗宾逊·杰弗斯，美國詩人[4]

### 21日
- 阿圖羅·布拉加利亞，義大利演員

### 26日
- 查理·盧西安諾，美國黑幫

### 29日
- 弗里茨·克莱斯勒，奧地利小提琴家[5]

## 2月

### 1日
- 凯里·威尔逊，美國編劇

### 2日
- 什洛莫·赫斯特林，加拿大出生的以色列生物化學家

### 4日
- 丹尼爾·哈萊維，法國歷史學家

### 5日
- 雅克·伊伯特，法國作曲家
- 詹姆斯·萊昂納多，美國政治家

### 6日
- 羅伊·阿特維爾，美國演員、喜劇演員和作曲家
- 侯賽因·哈利迪，約旦政治家，約旦第29任首相
- 坎迪多·波尔蒂纳里，巴西畫家

### 10日
- 第一代伯基特勳爵，英國法官
- 愛德華·馮·施泰格，瑞士政治家，瑞士聯邦第51任總統

### 11日
- 英達萊西奧·普列托，西班牙社會黨政治家

### 13日
- 休·多尔顿，英國工黨政治家

### 17日
- 約瑟夫·卡恩斯，美國演員
- 布鲁诺·瓦尔特，德國指揮家

### 19日
- 詹姆斯·巴頓，美國演員
- 乔治·帕帕尼古拉乌，希臘發明家

### 20日
- 哈利韋爾·霍布斯，英國出生的電影演員

### 24日
- 胡適，中國哲學家

### 25日
- 安東尼娜·德·安吉利斯，義大利羅馬天主教徒，自稱是姐妹和祝福

### 27日
- 威利·貝斯特，美國演員

### 28日
- Chic Johnson，美國演員

## 3月

### 1日
- 羅斯科·阿特斯，美國演員
- 理查·康諾利，美國海軍上將
- W·奧爾頓·鐘斯，美國實業家和慈善家
- 阿諾德·柯克比，美國酒店經營者、藝術收藏家和房地產投資者
- 艾米琳·惠頓，美國奧運水手

### 2日
- 沃爾特·基斯林，美式橄欖球運動員（芝加哥紅雀隊）和職業橄欖球名人堂成員

### 3日
- 皮埃爾·貝努瓦，法國小說家

### 14日
- 喬瓦娜·貝爾內里，義大利教育家和無政府主義者

### 15日
- 亞瑟·康普頓，美國物理學家，諾貝爾獎獲得者[6]

### 19日
- 瓦西里·斯大林，蘇聯將軍，约瑟夫·斯大林的兒子

### 20日
- C·賴特·米爾斯，美國社會學家
- A.E.道格拉斯，美國天文學家和樹木年代學的創始人

### 23日
- 約瑟夫·范·沙伊克，荷蘭政治家

### 24日
- 讓·戈德凱特，希臘出生的爵士音樂家
- 奥居斯特·皮卡尔，瑞士物理學家、航空家和探險家

### 27日
- 奧古斯塔·薩維奇，美國雕塑家[7]

## 4月

### 1日
- 尤西·凱科寧，芬蘭少校

### 3日
- 本尼·帕雷特，古巴次中量級拳擊手（因在擂臺上受傷而去世)

### 4日
- 詹姆斯·漢拉蒂，英國殺人犯，英國最後一批被絞死的人之一[8]

### 5日
- 凱特·塞爾布曼，德國政治家[9]

### 8日
- 胡安·貝爾蒙特，西班牙鬥牛士

### 10日
- 麥可·寇蒂斯，奧地利出生的電影導演
- 曼頓·斯普拉格·艾迪，美國將軍

### 14日
- M·維維斯瓦拉亞，印度工程師和政治家

### 15日
- 克拉拉·布蘭迪克，美國女演員
- 阿塞尼奧·拉克森，菲律賓政治家和體育作家

### 17日
- 路易絲·法讚達，美國女演員

### 20日
- 格羅弗·惠倫，美國政治家

### 21日
- 弗雷德里克·漢德利·佩奇，英國飛機製造商

### 22日
- 維拉·雷諾茲，美國女演員

### 24日
- 米爾特·佛蘭克林，美國電影作曲家

### 27日
- 約瑟夫·托萊多·德·阿古裡，尼加拉瓜先驅教育家

### 28日
- 吉安娜·貝雷塔·莫拉，義大利羅馬天主教兒科醫生和聖人

### 29日
- 田邊元，日本哲學家

## 5月

### 3日
- 海倫·多奇·朗斯特裡特，美國社會宣導者、圖書管理員和報人[10]

### 5日
- 歐內斯特·泰爾德斯利，英國板球運動員

### 10日
- 畑俊六，日本帝國陸軍元帥

### 12日
- 佩德罗·巴勃罗·拉米雷斯，阿根廷軍事將領，阿根廷第26任總統，第二次世界大戰領導人

### 13日
- H·特倫德利·迪恩，美國牙科研究員
- 弗朗兹·克莱恩，美國畫家

### 19日
- 加布里埃爾·明特，德國畫家[11]

### 23日
- 魯本·哈拉米略，農民領袖被墨西哥軍隊暗殺[12]

### 26日
- 威爾弗裡德·威爾遜·吉布森，英國詩人[13]

### 27日
- 埃貢·佩特裡，德國鋼琴家[14]

### 31日
- 阿道夫·艾希曼，纳粹军官，被处死[15]

## 6月

### 1日
- 阿道夫·艾希曼，德國黨衛軍軍官和大屠殺的主要召集人（被處決）[16]

### 2日
- 維塔·薩克維爾-韋斯特，英國作家和園藝師[17]

### 4日
- 查理斯·威廉·比比，美國博物學家、鳥類學家、海洋生物學家和昆蟲學家

### 6日
- 阿巴·阿希梅爾，蘇聯出生的以色列記者
- 伊夫·克莱因，法國畫家
- 吉恩·威廉姆斯，美國演員
- 喬·普羅法奇，義大利裔美國黑幫

### 7日
- 科內利·凱克利澤，喬治亞語言學家

### 8日
- 歐仁·弗雷西內，法國土木工程師

### 12日
- 约翰·艾尔兰，英國作曲家

### 13日
- 尤金·古森斯，英國作曲家[18]

### 15日
- 尤金紐什·巴齊亞克，波蘭羅馬天主教大主教
- 阿尔弗雷德·科尔托，瑞士鋼琴家和指揮家

### 16日
- 阿列克谢·因诺肯季耶维奇·安东诺夫，蘇聯陸軍上將

### 19日
- 弗蘭克·博爾扎奇，美國電影導演
- 威爾·賴特，美國角色演員

### 24日
- 露西爾·沃森，加拿大女演員

### 25日
- 雷蒙德·萊恩，澳大利亞陸軍上將

### 27日
- 龙云，滇军将领
- 保羅·維丁，愛沙尼亞詩人、作家和文學評論家

### 28日
- 米奇·科克倫，美國棒球運動員（費城田徑隊）和美國職業棒球大聯盟名人堂成員

### 29日
- 查理斯·里昂·錢德勒，美國歷史學家[19]

## 7月

### 1日
- 比丹·錢德拉·羅伊，印度醫生和政治家，西孟加拉邦首席部長

### 2日
- 阿爾科諾瓦爾多·博納科西，義大利士兵
- 瓦萊斯卡·蘇拉特，美國舞臺女演員、無聲電影明星

### 4日
- 雷克斯·貝爾，美國演員和政治家

### 6日
- 約翰·安德森，英國出生的澳大利亞哲學家
- 保羅·博法，馬爾他政治家，馬爾他第五任總理
- 威廉·福克納，美國作家，諾貝爾獎獲得者[20]
- 奧地利大公約瑟夫·奧古斯特，奧地利陸軍元帥和匈牙利前攝政王

### 8日
- 喬治·巴代伊，法國作家和哲學家

### 10日
- 耶胡達·萊布·邁蒙，出生於巴薩拉比亞的以色列拉比和政府部長

### 11日
- 歐文·楊，美國實業家、商人、律師和外交官

### 12日
- 羅傑·沃爾夫·卡恩，美國樂隊領隊

### 13日
- 傑里·沃爾德，美國編劇和製片人

### 18日
- 大河内傳次郎，日本演員

### 21日
- G·M·特里维廉，英國歷史學家

### 23日
- 維克多·摩爾，美國演員

### 26日
- 拉奎爾·梅勒，西班牙歌手和女演員
- 喬治·普雷卡，馬爾他羅馬天主教神父和聖人

### 27日
- 理查·奧爾丁頓，英國詩人

### 29日
- 莱昂纳多·德·洛伦佐，義大利長笛演奏家
- 羅納德·愛爾默·費雪，英國出生的統計學家和遺傳學家

### 30日
- 邁倫·麥考密克，美國演員

## 8月

### 4日
- 玛丽莲·梦露，美国电影演员

### 5日
- 拉蒙·佩雷斯·德·阿亞拉，西班牙作家和外交官

### 6日
- 安赫爾·博倫吉，阿根廷勞工領袖和政治家
- 艾米·麥克林，芬蘭助產士和政治家

### 9日
- 赫尔曼·黑塞，德国作家[21]

### 15日
- 雷锋，中国军人

### 18日
- 克萊奧·裡奇利，美國女演員

### 19日
- 讓·呂西恩邦內，法國賽車手

### 21日
- 艾哈邁德·易卜拉欣，馬來西亞出生的新加坡政治家

### 22日
- 查理斯·里古洛，法國奧運舉重運動員

### 23日
- 胡特·吉布森，美國演員和電影導演
- 約瑟夫·貝希托爾德，納粹軍官，黨衛軍第二任指揮官

### 24日
- 米科拉斯·比爾日什卡，立陶宛政治家

### 26日
- 杜尚·西莫維奇，南斯拉夫將軍，南斯拉夫第18任總理

### 27日
- 萊奧波爾多·帕內羅，西班牙詩人

### 28日
- 約翰·科勒姆，美國演員

### 29日
- 喬治娜·德·阿爾伯克基，巴西畫家

### 31日
- 费利齐安·斯瓦沃伊·斯克瓦德科夫斯基，波蘭總理

## 9月

### 1日
- 漢斯-于爾根·馮·阿尼姆，德國將軍[22]

### 3日
- E·E·卡明斯，美國詩人

### 4日
- 胡安·阿蒂利奧·布拉穆利亞，阿根廷作曲家
- 威廉·布萊迪爾，美國網球運動員[23]

### 5日
- 羅伊·麥克奈里，英國板球運動員

### 6日
- 汉斯·艾斯勒，奧地利作曲家

### 7日
- 凱倫·白烈森，丹麥作家
- 莫裡斯·路易斯，美國畫家
- 格雷厄姆·沃克，英國摩托車賽車手

### 11日
- 植田謙吉，日本將軍

### 12日
- 維克托·托米，波蘭將軍

### 19日
- 艾哈邁德·本·葉海亞，葉門國王
- 尼古拉·波戈丁，蘇聯劇作家

### 20日
- 康拉德·赫尔弗里希，荷蘭海軍上將

### 21日
- 欧阳予倩，中国电影艺术家

### 23日
- 路易·德·蘇瓦松，加拿大出生的英國建築師
- 派翠克·漢密爾頓，英國劇作家

### 26日
- 弗朗西斯科·德·保拉·布羅查多·達羅查，巴西總理

## 10月

### 1日
- 路德維希·貝梅爾曼斯，奧匈帝國出生的美國作家

### 2日
- 亨利·路易士·拉森，美國海軍陸戰隊將軍;美屬薩摩亞總督和關島總督
- 弗蘭克·洛夫喬伊，美國演員

### 6日
- 托德·布朗寧，美國電影導演

### 7日
- 亨利·奥雷耶，法國奧運高山滑雪運動員

### 8日
- 所羅門琳達，南非創作歌手

### 9日
- 米蘭·維德瑪律，斯洛維尼亞國際象棋選手

### 10日
- 斯坦喬·貝爾科夫斯基，保加利亞建築師和講師

### 11日
- 埃里克·冯·切尔马克，奧地利農學家

### 12日
- 阿爾貝托·泰澤爾，阿根廷海軍軍官兼共和國副總統（遇刺）

### 14日
- 伊爾瑪·格拉馬蒂卡，義大利女演員

### 16日
- 加斯頓·巴赫拉德，法國哲學家
- 塞爾維亞的埃萊娜，塞爾維亞國王彼得一世之獨生女。

### 17日
- 娜塔莉亞·岡察洛娃，俄羅斯藝術家

### 20日
- 赫蘇斯·埃雷拉，西班牙國際足球運動員

### 26日
- 路易絲·比弗斯，美國女演員

### 27日
- 奥托·弗罗伊茨海姆，德國網球運動員
- 恩里科·馬泰，義大利政治家（飛機失事）

### 31日
- 路易士·馬西尼翁，法國天主教伊斯蘭教學者

## 11月

### 7日
- 埃莉诺·罗斯福，美国第一夫人

### 8日
- 威利斯·奧布萊恩，美國定格動畫師[24]

### 14日
- 阿爾維·本·塔希爾·哈達德，葉門出生的馬來西亞伊斯蘭學者
- 曼努埃爾·加爾維茲，阿根廷作家和歷史學家

### 15日
- 愛琳，美國服裝設計師

### 18日
- 多明戈·阿列塔·萊昂，墨西哥將軍和政治家
- 尼尔斯·玻尔，丹麥物理學家，諾貝爾獎獲得者

### 19日
- 弗朗西斯科·圖德拉·瓦雷拉，秘魯第68任總理

### 21日
- 弗蘭克·阿米奧特，加拿大皮划艇運動員

### 22日
- 勒内·科蒂，法國第17任總統

### 23日
- 格蕾絲·巴特勒，紐西蘭藝術家

### 25日
- 福里斯特·史密森，美國奧運運動員

### 26日
- 亞歷山大·帕夫洛維奇·安東諾夫，蘇聯演員
- 阿爾伯特·薩拉特，兩屆法國總理

### 28日
- KC戴伊，印度歌手、作曲家、演員和教師
- 荷蘭女王威廉明娜

### 29日
- 埃裡克·斯卡維紐斯，丹麥第12任首相

### 30日
- 約瑟夫·拉德·鮑西，澳大利亞射電天文學家

## 12月

### 6日
- 哈裡·鮑勒，美國政治家

### 7日
- 克爾斯滕·弗拉格斯塔德，挪威女高音[25]

### 13日
- 約翰·坎寧安，英國海軍上將
- 艾哈邁德·納米，奧斯曼帝國親王，敘利亞第五任總理和敘利亞第二任總統

### 14日
- 阿爾弗雷多·金德蘭，西班牙將軍和政治家

### 15日
- 查尔斯·劳顿，英國演員兼導演

### 16日
- 盧·蘭德斯，美國電視和電影導演

### 17日
- 湯瑪斯·米切爾，美國演員

### 18日
- 加勒特·马丁利，美国历史学家

### 20日
- 埃米爾·阿廷，奧地利數學家

### 21日
- 加里·霍金，羅得西亞摩托車賽車手

### 23日
- 何塞·希拉爾，西班牙政治家、前首相

### 24日
- 威廉·阿克曼，德國數學家
- 伊芙琳·阿德爾海德·馮·梅德爾，德國藝術家

### 26日
- 卡爾塞多尼奧·迪·比薩，義大利罪犯

### 28日
- 卡齊米日·希維塔爾斯基，波蘭外交官、政治家、士兵和軍官，波蘭第18任總理

### 30日
- 阿瑟·洛夫乔伊，美國哲學家和歷史學家

## 日期不詳
- 法齊·莫爾基，約旦首相
- 斯特凡·巴拉班，羅馬尼亞將軍
- 阿卜杜拉·貝胡姆，黎巴嫩第10任總理
- Petre Cameniță，羅馬尼亞將軍
- 亨利·馬修·塔林太爾，英國連環畫藝術家